# Josef Ščerba
Josef Ščerba (11. března 1917 Orlová – 16. listopadu 2000 Praha) byl československý válečný letec 311. čs. bombardovací perutě RAF za druhé světové války.

## Život
Narodil se 11. března 1917 v Orlové, okres Karviná. V roce 1920 jeho rodiče zakoupili hostinec v Karviné-Ráji, do kterého se následně celá rodina přestěhovala a který dodnes nese jméno Ščerba. Po maturitě na gymnáziu v Orlové v roce 1937 nastoupil Josef Ščerba na Vojenské letecké učiliště v Prostějově a následně až do demobilizace v březnu 1939 sloužil u 1. leteckého pluku v Hradci Králové. V červenci 1939 přešel do Polska a v srpnu téhož roku se přesunul do francouzského Tours, kde od října 1939 do června 1940 absolvoval výcvik na palubního radiotelegrafistu a střelce. Po kapitulaci Francie v červnu 1940 se československé jednotky přesunuly do Anglie. Josef Ščerba zde pokračoval v leteckém výcviku a následně byl přiřazen k 311. československé bombardovací peruti RAF se základnou v East Wretham. Od května do prosince 1941 absolvoval na letounu Vickers Wellington 36 bombardovacích náletu na Německo a dva na italský přístav Janov. Během prvních 20 náletů byl kapitánem posádky Adolf Musálek, kterého poté nahradil Alois Šiška. 28. prosince 1941 byl při návratu z posledního náletu na německý přístav Wilhelmshaven letoun s označením KX-B sestřelen a pilot byl nucen nouzově přistát v ledových vodách Severního moře. Při přistání zemřel zadní střelec Rudolf Skalický, ostatním členům posádky se podařilo dostat do gumového člunu dinghy, na kterém strávili následujících šest dní. Pátý den na následky vyčerpání a omrzlin zemřeli druhý pilot Josef Tománek a navigátor Josef Mohr. Z šestičlenné posádky letounu tak přežili pouze tři - kapitán posádky Alois Šiška, přední střelec Pavel Svoboda a radiotelegrafista Josef Ščerba. 3. ledna 1942 byl člun vyplaven na nizozemské pobřeží poblíž města Petten a přeživší členové posádky padli do německého zajetí. Následující půlrok strávil Josef Ščerba v německých lazaretech, kde se léčil s rozsáhlými omrzlinami a zažívacími potížemi, způsobenými pitím mořské vody. V červenci 1942 byl internován v zajateckém táboře Stalag Luft III v Saganu. V září 1944 se jeho zdravotní stav zhoršil a byl navržen k repatriaci. Po návratu do Británie prodělal operaci zažívacího traktu a po uzdravení nastoupil k pilotnímu výcviku, avšak do bojů druhé světové války již nezasáhl. Domů do Československa se Josef Ščerba vrátil 16. srpna 1945.
Dne 5. listopadu 2015 bylo Josefu Ščerbovi in memoriam uděleno čestné občanství statutárního města Karviné za aktivní účast v bojích za druhé světové války a za přínos pro rozvoj města Karviné.
Dne 4. června 2016 byla Josefu Ščerbovi odhalena pamětní deska na budově restaurace Ščerba v Karviné-Ráji. Dne 8. května 2025 byl in memoriam vyznamenán Křížem obrany státu ministra obrany České republiky.

## Vyznamenání
- Československý válečný kříž 1939
- Kříž obrany státu ministra obrany České republiky